# Ted Armgren
Ted Armgren (ur. 27 maja 1988) – szwedzki biathlonista. Dwukrotny uczestnik mistrzostw świata juniorów. Reprezentant kraju na Mistrzostwach Europy w biathlonie w 2010.

## Osiągnięcia

### Mistrzostwa Świata
| 2012 Ruhpolding (Niemcy) | 53. miejsce (IN), 11. miejsce (RL) |

### Mistrzostwa świata juniorów
| 2008 Ruhpolding (Niemcy) | 58. miejsce (IN), 67. miejsce (SP), 14. miejsce (RL)                 |
| 2009 Canmore (Kanada)    | 8. miejsce (IN), 28. miejsce (SP), 26. miejsce (PU), 8. miejsce (RL) |

### Mistrzostwa Europy
| 2010 Otepää (Estonia) | 34. miejsce (IN), 4. miejsce (SP), 6. miejsce (PU), 6. miejsce (RL) |

### Puchar Świata
| Sezon     | Miejsce |
| --------- | ------- |
| 2009/2010 | 82      |
| 2011/2012 | 100.    |